# فاریس
فاریس، در اساطیر یونانی، پسر هرمس و دِنِید فیلودامیا، و بنیانگذار فرای در مسینی است. او دختری به نام تِلِگون داشت که از ازدواجش با خدای رود آلفئوس، صاحب فرزندی به نام اُرسیلُکوس شد. اُرسیلُکوس خود پدر دیوکلِس و او پدر دوقلوهایی به نام کرِتُن و اُرسیلُکوس بود که در تروآ جنگیدند و به دست آینیاس کشته شدند.
پوسانیاس، این مسئله را بی پاسخ گذاشته‌است که آیا فرای در آخا نیز به دست فاریس بنیان نهاده شد یا به دست شخص دیگری که صرفاً همنام او بوده‌است.